# Kostenez
Kostenez (auch Kostenets geschrieben, bulgarisch Костенец) ist eine Stadt im Südwesten Bulgariens. Die Stadt ist als Heilbad und Kurort bekannt und Sitz der gleichnamigen Gemeinde. Sie befindet sich im Bezirk/Oblast Sofia.
Auf dem Gebiet des Ortes gibt es Quellen mit radonhaltigem Wasser, das für die Radonbalneologie benutzt wird. Der Ort ist seit der Römerzeit bekannt. Im 2. Jahrhundert sollen hier die ersten Heilbecken gebaut worden sein.

## Geographie
Kostenez liegt am Fuße des Rila-Gebirges, im Talkessel von Dolna Banja, am Oberlauf des Flusses Mariza. Hier treffen das Rila-Pirin und Rhodopen-Bergmassiv mit dem Sredna-Gora-Bergmassiv aufeinander. Die Stadt liegt rund 76 km von der bulgarischen Hauptstadt Sofia entfernt, 80 km westlich von Plowdiw und 27 km östlich vom Skikurort Borowez.
Die Region ist reich an Mineral- und Heilquellen, in deren Umfeld die Spa- und Wellness-Kurorte Momin Prohod, Villen Kostenetz, Ptschelinski Bani und das Dorf Kostenetz entstanden sind. Sie sind als Zentren der Radonbalneologie für die Rehabilitation und Erholung von internationaler Bedeutung.
Die durchschnittliche monatliche und jährliche Lufttemperatur bei Tag schwankt von − 4,2 °C (Januar) bis + 16,1 °C (Juli).

### Verkehr
Nördlich des Zentrums von Kostenez verlaufen die Hauptmagistralen des Verkehrs von Westeuropa über Serbien und weiter bis Istanbul. Dabei handelt es sich um die Autobahn Thrakien als Teil der Europastraße 80 sowie die Bahnstrecke Sofia-Plowdiw-Istanbul. Kostenez ist an das bulgarische Eisenbahnnetz angeschlossen und viele Touristen nutzen den Bahnhof Kostenez auch als Ausgangspunkt für ihre Weiterfahrt nach Boworez oder in die nahe gelegenen Kurorte oder Berge.

### Gemeindegliederung
Die Gemeinde Kostenez gliedert sich in die zwei Städte Kostenez und Momin Prochod sowie die sechs Dörfer Golak, Gorna Wasiliza, Kostenez, Otschuscha, Podgorie und Ptschelin.

## Geschichte
Die strategische Bedeutung der Region mit dem heutigen Pass Trojanowi Wtara wurde schon in der Bronze- und Eisenzeit erkannt. Aus dieser Zeit stammen auch die ersten Nachweise einer Besiedelung. Im ersten Jahrtausend v. Chr. wurde die Region vom thrakischen Stamm der Besser bewohnt, die Teil des Odrysenreiches waren und den Pass, den sie Suki nannten, schützten. Über den Pass zog auch der thrakische König Sitalkes gegen die antiken Makedonier, um deren Vorherrschaft zu beenden.
Die Mineralquellen wurde schon von den Thrakern genutzt, während die Römer später große Bänderanlagen bauten. Ende des ersten und zu Beginn des zweiten Jahrhunderts n. Chr. wurde das Gebiet der heutigen Stadt Teil der römischen Provinz Serdica. Auch die Römer nutzen den Pass und errichteten im dritten Jahrhundert eine Festung, um den Pass zu schützen. Sie bauten auch die antike Straße Via Militaris, um die Provinzhauptstadt Serdica (heute Sofia) mit Konstantinopel zu verbinden. Eine weitere Festung entstand auf dem Gebiet des heutigen Dorfe Kostenez.
Die Besiedelung der heutigen Stadt Kostenetz begann im Jahre 1884 mit dem Bau des Eisenbahnabschnittes Belowo-Wakarel, die Teil der Eisenbahnlinie Sofia-Konstantinopel war. Mit dem Bau der Streichholz- und der Papierfabrik beschleunigte sich der Ausbau der Eisenbahnersiedlung.
1964 wurden die Siedlungen Kostenez Banja, Momin Prochod und Monina Banja (Banja zu dt. Bad (Kurort)) zur Stadt Kostenez vereinigt. 2006 wurde das ehemalige Viertel Momin Prochod zu einer Kurstadt erklärt.
Seit 2009 ist die Stadt Namensgeber für den Kostenets Saddle auf Smith Island in der Antarktis.

## Sehenswürdigkeiten
- Tschitalischte „Progres“

Bäder/Kurorte
- Momin Prochod
- Luftkurort Kostenez
- Ptschelinski Bani

Festungen
- Trojanowi Wrata
- Markova Mexana

Kirchen und Klöster
- Kirche „Hl. Erzengel Michael“ (bulg. Св.Архангел Михаил)
- Kirche „Hl. Großmärtyrer Dimitrij“ (bulg. Св. Великомъченик Георги)
- Kirche „Sweti Pantelejmon“ (bulg. Св. Панталеймон)
- Kloster „Sweti Spas“ (bulg. Свети Спас)

## Mit der Stadt verbundene Personen
- Konstantin Kostenezki (1380–nach 1431) bulgarischer Gelehrter
- Georgi Rusew (* 1928), bulgarischer Schauspieler
- Atanas Delibaschew (1903–1998), Architekt
- Petar Poparsow (1868–1941), bulgarischer Revolutionär